# Lubumbashi

Lubumbashi (tidligere Elisabethville) er den næststørste by i Demokratiske Republik Congo. Lubumbashi er administrativt centrum og hovedstad i Katanga-provinsen. Byen er også centrum for minedrift i området, og det er udgangspunktet for mange af landets største mineselskaber. Der findes ingen officielle befolkningstal for Lubumbashi, men byområdet havde et estimeret indbyggertal på 2.584.000 i 2021.